# Колки (Клецкий район)
Колки (бел. Ко́лкі) — деревня в Клецком районе Минской области Беларуси. Входит в состав Морочского сельсовета.

## География
Расположена на западном берегу Краснослободского водохранилища.

## Население

### Численность
- 2009 год — 211 человек

### Динамика
- 1999 год — 403 человек (перепись населения)
- 2009 год — 211 человек (перепись населения)